# 魔女之旅卷数列表
《魔女之旅》是白石定規創作的日本轻小说，插畫由Azure負責。系列最初于2014由作者在Amazon Kindle平台上自費出版。2016年SB創意开始以GA小说的名义将本作以單行本的形式出版。故事主要讲述了一位名叫伊蕾娜的魔女在奇幻世界中周游列国，在旅途中与形形色色的人们邂逅，接触他们的日常生活，又或是被卷入某些事件的经历。
截至2025年3月15日，轻小说已经发行了24卷。繁体中文版由青文出版社出版，截至2025年1月22日，已在台湾出版了22卷。
2017年3月15日，在轻小说第三卷發行後，白石定規和Azure合作推出新輕小說系列《莉莉艾兒與祈禱之國》（リリエールと祈りの国），為《魔女之旅》的正統續作，由GA文庫出版，只有1卷。2021年7月8日，GA文庫宣佈這部續作將推出全新故事，並改名為《祈禱之國的莉莉艾兒》，預定2022年1月出版，跟《魔女之旅》第18卷同日發售。
由七绪一绮改编的漫画系列于2018年11月29日开始在手机应用程序Manga UP!上连载，2024年3月28日连载完毕。史克威尔艾尼克斯于2019年4月12日出版了该系列的第一卷；截至2023年3月7日，单行本已出版五卷。繁体中文版由青文出版社在台湾出版，已出版四卷。简体中文版由bilibili代理，在其网站bilibili漫画上连载。

## 轻小说

### 本傳
| 1. 魔法師之國（） 2. 可愛如花的女孩（） 3. 旅程途中：尋找妹妹的肌肉男的故事（） 4. 資金調度（） 5. 旅程途中：無法決定勝負的兩個男人的故事（） 6. 瓶中的幸福（） 7. 在勝負開始前（） | 1. 旅程途中：兩個爭風吃醋的男人的故事（） 2. 魔女見習生伊蕾娜（） 3. 緩步接近的平靜之死（） 4. 欺凌醜陋的國家（） 5. 無民之國的公主（） 6. 旅程的開始（） 7. 王立瑟雷斯特利亞（） |

| 1. 魔法師至上之國（） 2. 和平的武器運用法（） 3. 誰在追捕脫逃的公主（） 4. 目擊情報（） 5. 引領流行的先驅者（） 6. 在融雪之前（） 7. 留下的遺產（） | 1. 老實人之國（） 2. 炸彈的故事（） 3. 旅行軼事（） 4. 米蟲獵人（） 5. 復甦死者的樂園（） 6. 為了故鄉（） 7. 老舊之國與復活的貓神大人（） |

| 1. 某位小姐的煩惱（） 2. 安詳的永眠（） 3. 某天的報紙（） 4. 踩葡萄的少女（） 5. 雜物語：小聰明師父與真聰明徒弟（） 6. 甜點與菜鳥旅人（） 7. 雜物語：真聰明徒弟與有生命的物品（） | 1. 戰後第十年（） 2. 雜物語：於廢墟中蔓延（） 3. 狼人或是某種別的東西之故事（） 4. 回溯之嘆（） 5. 旅人銘刻之壁（） 6. 劊子手（） 7. 所有一切平凡無奇的灰之魔女故事（） |

| 1. 忘卻之都（） 2. 虛構的魔女（） 3. 挑食（） 4. 蘋果殺人事件（） 5. 微不足道的故事（） | 1. 水沒街區（） 2. 忘卻紀行的艾姆妮西亞（） 3. 勇者、飛龍、活人祭品（） 4. 冰封之城（） 5. 忘卻歸鄉的艾姆妮西亞（） |

| 1. 敘述過去的魔女（） 2. 城下市鎮福利吉亞：沉默的信鴿（） 3. 城下市鎮福利吉亞：籠中的普美麗雅（） 4. 兩名師父（） | 1. 可愛就是正義（） 2. 蜜月旅行與幸福的百合花（） 3. 幸福的黃花（） 4. 預言未來的少女（） 5. 兩名弟子（） |

| 1. 賽帚（） 2. 強盜與母親（） 3. 誠實的政治家（） 4. 生病、魔女與掃帚的故事（） | 1. 被詛咒的奴隸（） 2. 小魔女伊蕾娜（） 3. 如何了解女人心（） 4. 艾莉亞德妮的七天（） |

| 1. 很久很久以前，在某個地方（） 2. 愛說謊的雪倫大人（） 3. 看不見的羈絆（） 4. 石膏像與魔女的故事（） 5. 只有美女的村莊（） | 1. 無法彼此理解的人與怪物（） 2. 星霜之旅：鄉下人不習慣的都會之秋（） 3. 星霜之旅：悠久的時間（） 4. 星霜之旅：綻放的回憶（） 5. 星霜之旅：朋友（） |

| 1. 留給重要的人，意義非凡的一天（） 2. 不死之病（） 3. 別人是別人（） | 1. 歡迎光臨邪惡組織（） 2. 歡迎光臨貓耳咖啡廳（） 3. 芙蕾德莉卡（） 4. 星塵飄落之夜（） |

| 1. 巨人的廚房（） 2. 鄉下姑娘、歷史宅女與魔葯狂人田舎娘と歴史中毒とお薬中毒 3. 孤獨綻放的彼岸花（） | 1. 灰姑娘（） 2. 使魔（） 3. 鄉下姑娘、歷史宅女與小麥香（） |

| 1. 旅行航路：書中的故事（） 2. 嚮往戀愛的美人魚（） 3. 保存回憶的文字之國（） 4. 魔女審判（） | 1. 魔法師們的天空（） 2. 旅行航路：孤獨的書本（） 3. 旅行航路：燈塔之中（） 4. 旅行航路：昏暗夜空中升起的火光（） |

| 1. 高級餐廳濺血事件（） 2. 注目與稱讚（） 3. 純粹想吃美味的肉的故事（） 4. 鳥兒飛舞的洋館（） | 1. 月夜下的吸血鬼（） 2. 野獸（） 3. 廢棄物的公主（） |

| 1. 某個旅人的故事（） 2. 方便的種族（） 3. 三個國家的故事：價格的理由（） 4. 驅魔師與惡魔（） | 1. 三個國家的故事：人都需要建議（） 2. 不笑的露琪兒（） 3. 三個國家的故事：有價值的物品（） 4. 不良分子薩利歐（） 5. 某個攝影師的故事（） |

| 1. 旅人的一天（） 2. 常夏的積雪與軟萌系女孩（） 3. 安樂死（） | 1. 刀的詛咒和兩人的故事（） 2. 灰之魔女諮商所（） 3. 移動式旅館露諾瓦（） 4. 後來的兩人（） |

| 1. 特別珍藏的故事（） 2. 故事之國（） 3. 斷罪者瑟娜（） | 1. 演員們的故事（） 2. 只有兩人的世界（） 3. 對愚人綻放的花朵（） 4. 月光之國伊西利雅斯（） |

| 1. 完全版ＳＳ集 1. 恐怖故事（） 2. 芙蘭老師的格言（） 3. 最棒的料理（） 4. 魔女的魔術（） 5. 可喜可賀的故事（） 6. 伊蕾娜的詐欺講座（） 7. 飲食文化交流中心（） 8. 說不了謊的壞處（） 9. 人家的妹妹哪有這麼過分（） 10. 驚喜（） 11. 生日之國（） 12. 雪人與魔女（） 13. 幼女魔女（） 14. 學園逸事（） 15. 南瓜嘉年華（） 16. 雪倫大人今天依然努力生活（） 17. 古龍露雪菈的任性（） 18. 石膏修繕專家（炭之魔女）（） 19. 他眼中的世界（） 20. 艾維莉亞的秘密（） 21. 艾姆妮西亞的苦惱（） 22. 沙耶的日常（） 23. 伊蕾娜的生日（） | 1. 不可思議的一句話（） 2. 魔鏡啊魔鏡（） 3. 愛露堤與莉娜莉亞的歷史探訪：傳說中的雕像（） 4. 傲嬌魔女伊蕾娜（） 5. 甜點店與魔女（） 6. 甜點店與師徒（） 7. 料理技巧覺醒的芙蘭（） 8. 賭博的世界是平等的（） 9. 師徒的故事（） 10. 恐怖故事（） 11. 心理測驗（） 12. 我漂亮嗎？（） 13. 艾姆妮西亞與艾維莉亞（） 14. 被詛咒的盒子（） 15. 詐欺的故事（） 16. 主食的故事（） 17. 茶壺的亡靈（） 18. 來路不明（） 19. 某國的名產（） 20. 故事之國的故事（） 1. 不論丟棄幾次都會回來的詛咒娃娃（） 2. 沙耶、席拉與抽煙（） 3. 某個旅人的故事（） |

| 1. 追夢弓箭手艾希莉（） 2. 旅行殺人魔（） 3. 雨傘、掃帚、雨天（） 4. 贏不了的少女奮鬥記（） | 1. 多樣性之國（） 2. 灰之魔女的減肥計畫（） 3. 暗夜之海爾貝（） 4. 殘月魔女克萊禮絲（） |

| 1. 亡靈館（） 2. 其實我是（） 3. 某天晚上的故事（） | 1. 卡爾賽爾的守護者（） 2. 無盡的一天（） 3. 蒼天魔女（） 4. 無盡的一天的結束（） |

| 投書故事1 投書一點都不變少的故事（） 1. 吸血鬼們的晚餐（） 投書故事2 某協會職員的煩惱（） 1. 無聊的不死之身（） 投書故事3 對於勸人戒煙的世界潮流壓抑不了怒火（） | 1. 稍微長大了一點的那一天（） 投書故事4 旅行魔女的瑣碎煩惱（） 1. 龍背上（） 投書故事5 投書還是完全沒變少的故事（） |

| 投书故事1 伊蕾娜的一天（） 1. 雪伦大人与看得见未来的少女（） 投书故事2 某对姐妹的故事（） 1. 贩售危险药品的魔法师与历史探访（） | 投书故事3 提神药的正确推广方式（） 1. 扫帚的非日常（） 2. 时钟乡的恶梦（） 3. 伊蕾娜的日常（） 4. 旅行的结束，旅行的开始（） |

| 1. 魔物料理人（） 2. 山与海的士兵（） 3. 心地善良的芙萝伦丝（） | 1. 有效推销法（） 2. 有备无患（） 3. 传说中的占卜师（） 4. 史莱姆的故事（） |

|  |  |

|  |  |

### 《祈禱之國的莉莉艾兒》
《祈禱之國的莉莉艾兒》（日語：祈りの国のリリエール）是《魔女之旅》的外传。
| 序章 童話故事（） 1. 命運的香氣（） 2. 關於我們親愛的店主（） 3. 幽靈狼（） | 1. 登對的情侶（） 2. 古物店卡雷杜拉的魔法師（） 3. 童話般的故事（） 終章 後來的故事（） |

| 1. 歡迎光臨古物店莉莉艾兒（） 2. 思念的肥皂泡（） 3. 失眠夜的處理方法（） 4. 祕密派對（） | 1. 鏡子最適合的使用方法（） 2. 理想的故事（） 3. 人偶博覽會（） 4. 歡迎光臨古物店莉莉艾兒（再）（） |

| 1. 雨（） 2. 回報菸（） 3. 怪奇屋（） 4. 指引回憶的標本（） 5. 熊熊燃燒的熱戀（） 6. 終於得手的寂靜（） | 1. 建國故事（） 2. 夜（） 3. 祈禱與詛咒（） 4. 古物店卡雷杜拉（） 5. 古物店莉莉艾兒（） |

## 漫畫
| 1. 魔法師之國（） 2. 花之國（） 3. 資金調度（） 4. 魔女見習生伊蕾娜（） 帶什麼去無人島才好？（） |

|  |

|  |

|  |

|  |